# Lonchocarpus domingensis
Lonchocarpus domingensis är en ärtväxtart som först beskrevs av Christiaan Hendrik Persoon, och fick sitt nu gällande namn av Dc. Lonchocarpus domingensis ingår i släktet Lonchocarpus och familjen ärtväxter. Inga underarter finns listade i Catalogue of Life.